# ستان ديفيز
ستان ديفيز (بالإنجليزية: Stan Davies)‏ (24 أبريل 1898 المملكة المتحدة - 17 يناير 1972 برمنغهام المملكة المتحدة) هو لاعب كرة قدم بريطاني.